# La Torre (Ávila)
La Torre ist ein Bergdorf und eine zentralspanische Gemeinde (municipio) mit 212 Einwohnern (Stand: 2024) im Zentrum der Provinz Ávila in der Autonomen Gemeinschaft Kastilien-León. Zur Gemeinde gehören auch die Weiler (pedanías) Guareña, Blacha, Balbarda, Oco und Sanchicorto.

## Lage und Klima
Der Ort La Torre liegt im Westen des Valle de Amblés auf der Nordseite des Iberischen Scheidegebirges in einer Höhe von ca. 1130 m. Die Stadt Ávila ist gut 30 km (Fahrtstrecke) in nordöstlicher Richtung entfernt. Der Río Adaja, ein Nebenfluss des Duero, fließt etwa 2,5 km südlich am Ort vorbei. Das Klima im Winter ist kühl, im Sommer dagegen trotz der Höhenlage durchaus warm; die geringen Niederschlagsmengen (ca. 450 mm/Jahr) fallen – mit Ausnahme der nahezu regenlosen Sommermonate – verteilt übers ganze Jahr.

## Bevölkerungsentwicklung
| Jahr      | 1857 | 1900 | 1950 | 2000 | 2018 |
| Einwohner | 354  | 447  | 376  | 427  | 239  |

Der – trotz Eingemeindungen – scheinbar unaufhaltsame Bevölkerungsrückgang seit den 1950er Jahren ist im Wesentlichen auf die Mechanisierung der Landwirtschaft und den damit einhergehenden Verlust an Arbeitsplätzen zurückzuführen.

## Wirtschaft
Die Landwirtschaft (insbesondere die Viehzucht) spielt traditionell die wichtigste Rolle im früher auf Selbstversorgung basierenden Wirtschaftsleben der Gemeinde. Der Ort gilt als Zentrum der Fleisch- und Schinkenproduktion im Valle de Amblés. Einnahmen aus dem Tourismus in Form der Vermietung von Ferienwohnungen (casas rurales) sind in den letzten Jahrzehnten des 20. Jahrhunderts hinzugekommen.

## Geschichte
Im ersten Jahrtausend v. Chr. gehörte das Gemeindegebiet zum Siedlungsgebiet der keltischen Vettonen. Römische, westgotische und selbst arabisch-maurische Spuren fehlen. Im 11. und 12. Jahrhundert wurde das Valle de Amblés von den Christen wahrscheinlich mehr oder weniger kampflos zurückerobert (reconquista) und anschließend neu oder wieder besiedelt (repoblación).

## Sehenswürdigkeiten
La Torre

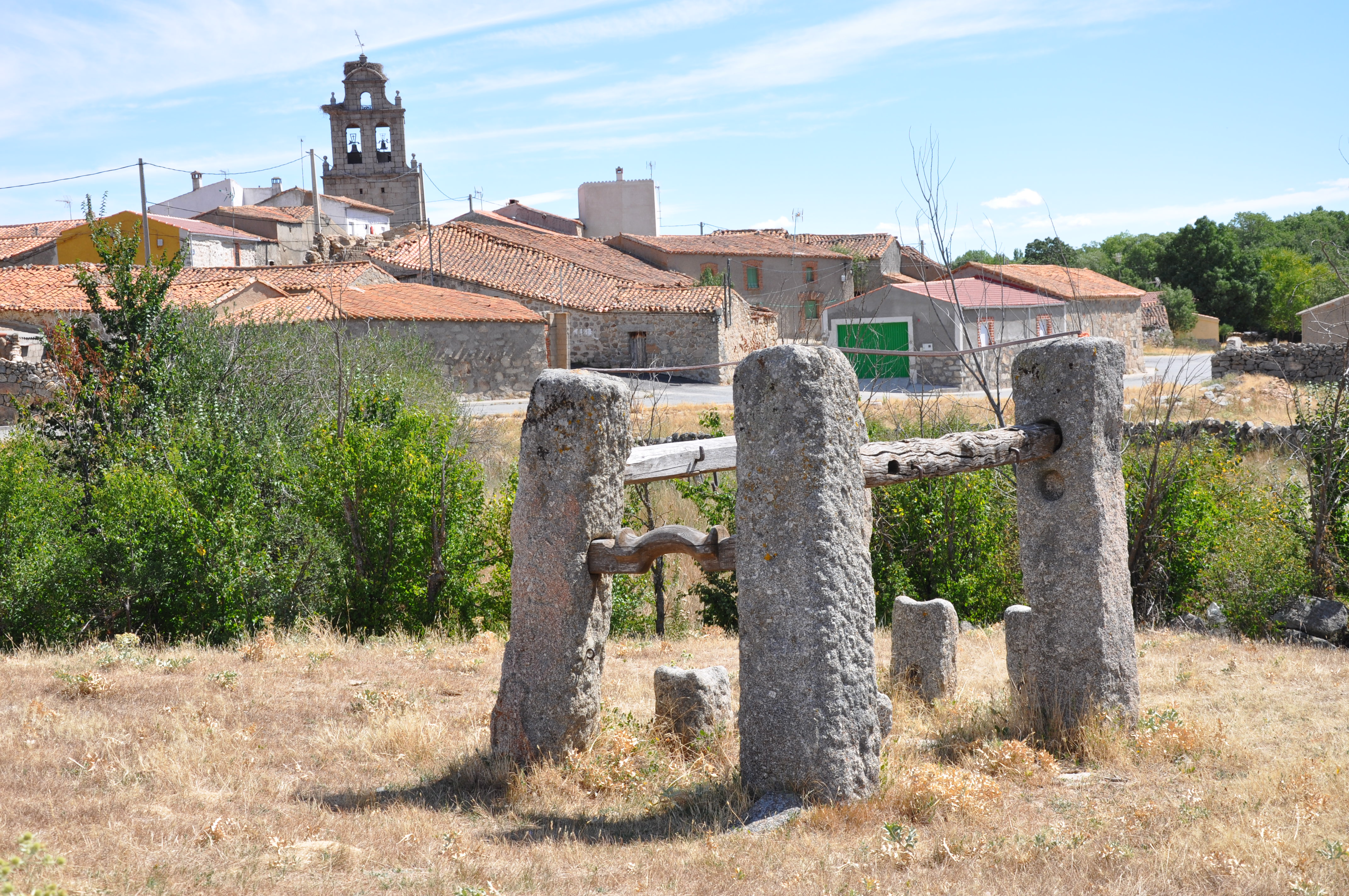
Weiler Blacha – Klauenstand (potro de herrar) und Ortsansicht

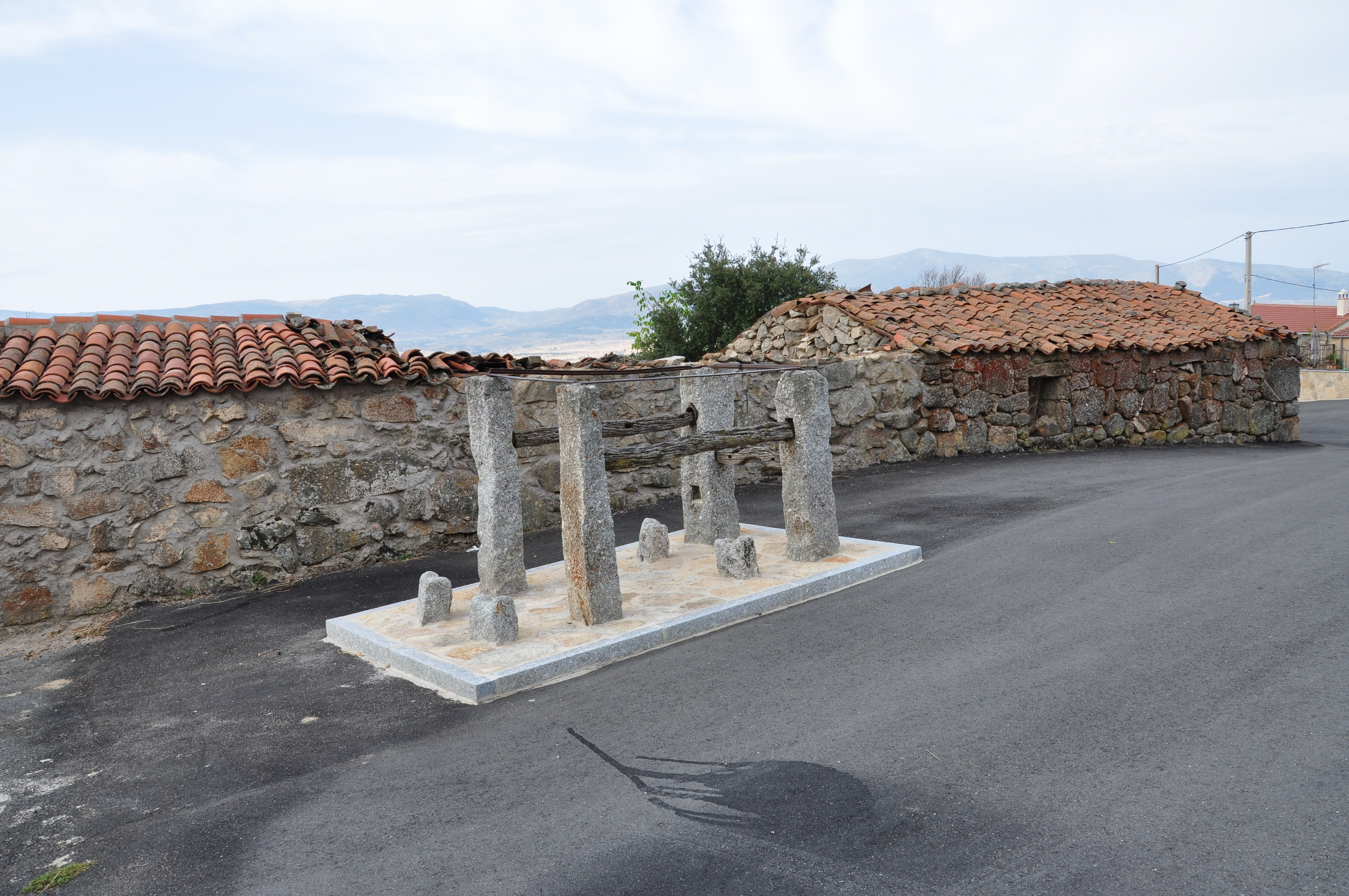
Weiler Oco – Klauenstand

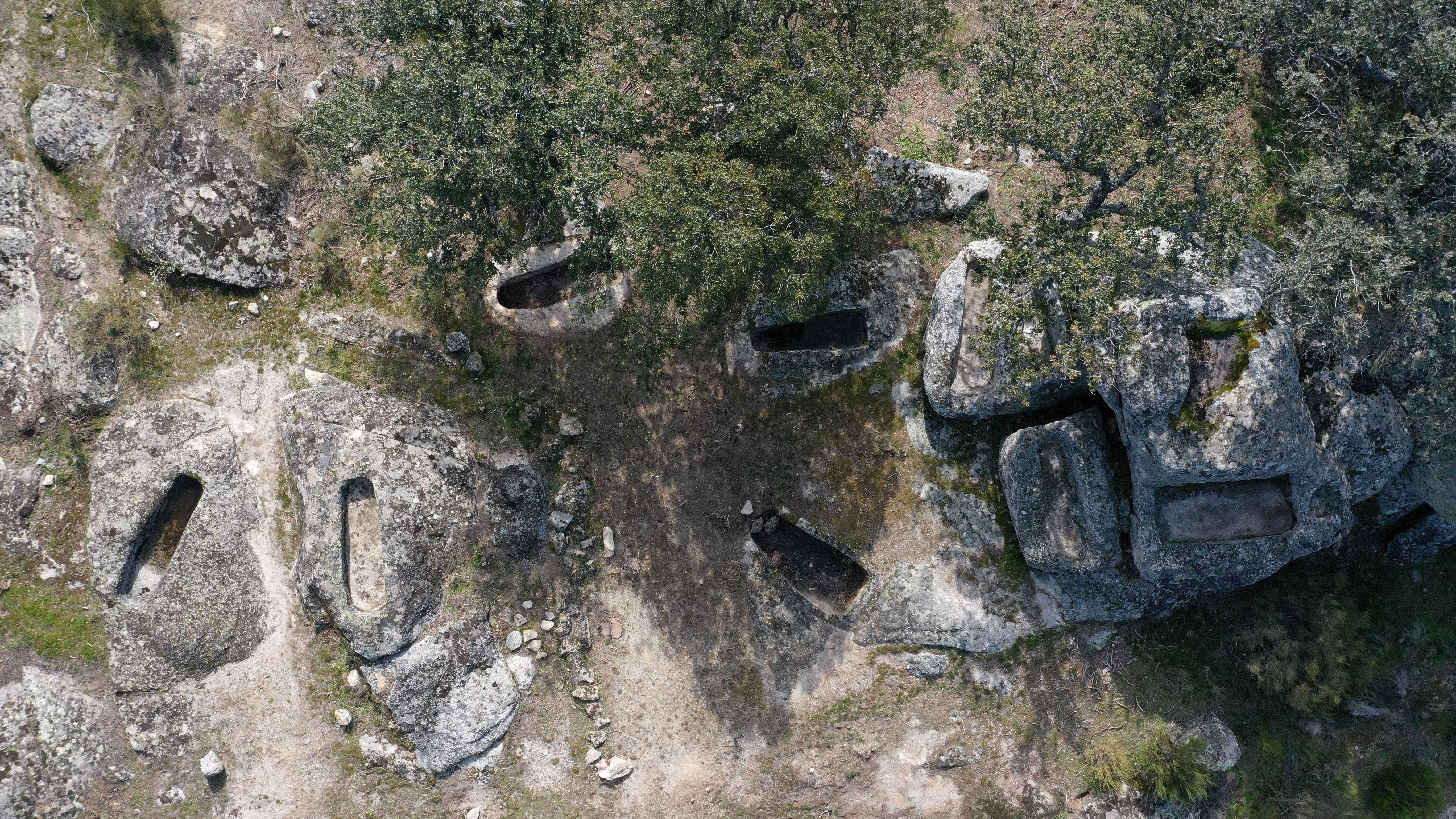
Nekropole "La Torre" im Weiler Oco

- Die aus Granitsteinen erbaute Pfarrkirche (Iglesia de Santo Tomás Apóstol) stammt aus dem 15./16. Jahrhundert. Abweichend von den meisten anderen Kirchen im Valle de Amblés verfügt sie über einen Glockenturm (camapanario) und nicht über einen Glockengiebel (espadaña). Das Kirchenschiff wie auch die durch einen Schwibbogen abgetrennte Apsis sind von einer für die Gegend typischen Artesonado-Holzbalkendecke mit Zugankern überspannt. In der Apsis befindet sich ein spätbarockes Altarretabel (retablo); ein weiteres befindet sich an der nördlichen Außenwand.[3]
- Im Vorhof der Kirche befinden sich zwei Fragmente von steinernen keltischen Tierskulpturen (verracos).

Blacha
- Der am Río Adaja gelegene und nur etwa 40 Einwohner zählende Weiler Blacha hat eine Pfarrkirche ähnlich der von La Torre. Auf der Südseite wurde die einschiffige Kirche um eine offene Vorhalle (portico) erweitert.[4]
- Außerhalb des Ortes steht ein Klauenstand (potro de herrar) zur Pflege der Hufe von Arbeitstieren.

Balbarda
- Auch die kleine Kirche von Balbarda verfügt über einen Glockengiebel und eine Südvorhalle.

Oco
- Im Weiler Oco befindet sich ein weiterer Klauenstand und die Nekropole La Torre.